# Centre Dramàtic Nacional

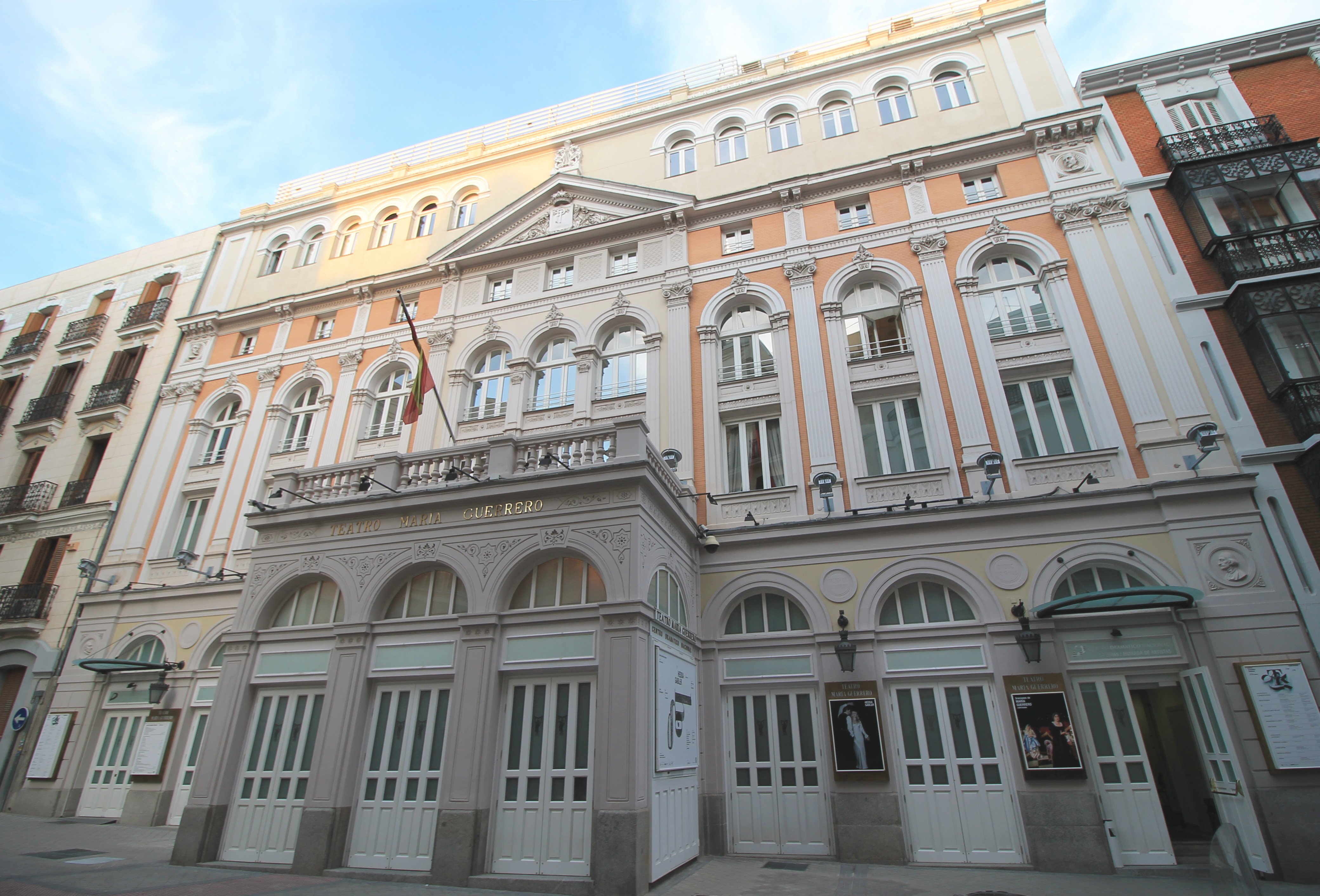
Teatre María Guerrero.

El Centre Dramàtic Nacional (en castellà: Centro Dramático Nacional) és una productora de teatre pública d'Espanya dependent de l'Institut de les Arts Escèniques i de la Música, organisme autònom del Ministeri de Cultura. Està situat a Madrid i té la seu en dos teatres: el María Guerrero i el Valle-Inclán.
El Centre es va crear el 1978 amb l'objectiu de donar a conèixer el teatre contemporani, especialment l'espanyol. Així, ha creat muntatges d'obres dels autors més importants, des de Valle-Inclán fins a Fernando Arrabal, passant per uns altres ja clàssics, com Federico García Lorca o Max Aub. La institució representa els seus espectacles de forma permanent als teatres de la seva seu i fa actuacions puntuals fora d'aquests centres tant a Espanya com a la resta del món.

## Directors
- Adolfo Marsillach i Soriano (1978-1979).
- Nuria Espert, José Luis Gómez i Ramón Tamayo (1979-1981).
- José Luis Alonso de Santos (1981-1983).
- Lluís Pasqual (1983-1989).
- José Carlos Plaza (1989-1994).
- Amaya de Miguel (1994).
- Isabel Navarro (1994-1996).
- Juan Carlos Pérez de la Fuente (1996-2004).
- Gerardo Vera (2004-2011).
- Ernesto Caballero de las Heras (2012-2019)
- Alfredo Sanzol (2020-).